# Alloioplana californica
Alloioplana californica är en plattmaskart. Alloioplana californica ingår i släktet Alloioplana och familjen Planoceridae. Inga underarter finns listade i Catalogue of Life.